# Bekker-Nunatakker
Die Bekker-Nunatakker umfassen drei Nunatakker im Grahamland im Norden der Antarktischen Halbinsel. Sie liegen unterhalb des Gebirgskamms Ruth Ridge an der Nordseite des Drygalski-Gletschers unweit der Nordenskjöld-Küste.
Der Falkland Islands Dependencies Survey kartierte sie anhand eigener Vermessung zwischen 1960 und 1961. Das UK Antarctic Place-Names Committee benannte sie 1964 nach dem kanadischen Ingenieur Mieczysław Gregory Bekker (1905–1989), der 1956 mit Theory of Land Locomotion ein Standardwerk über die physikalischen Grundlagen zur Fortbewegung über verschneiten Untergrund verfasste.